# えびのパーキングエリア

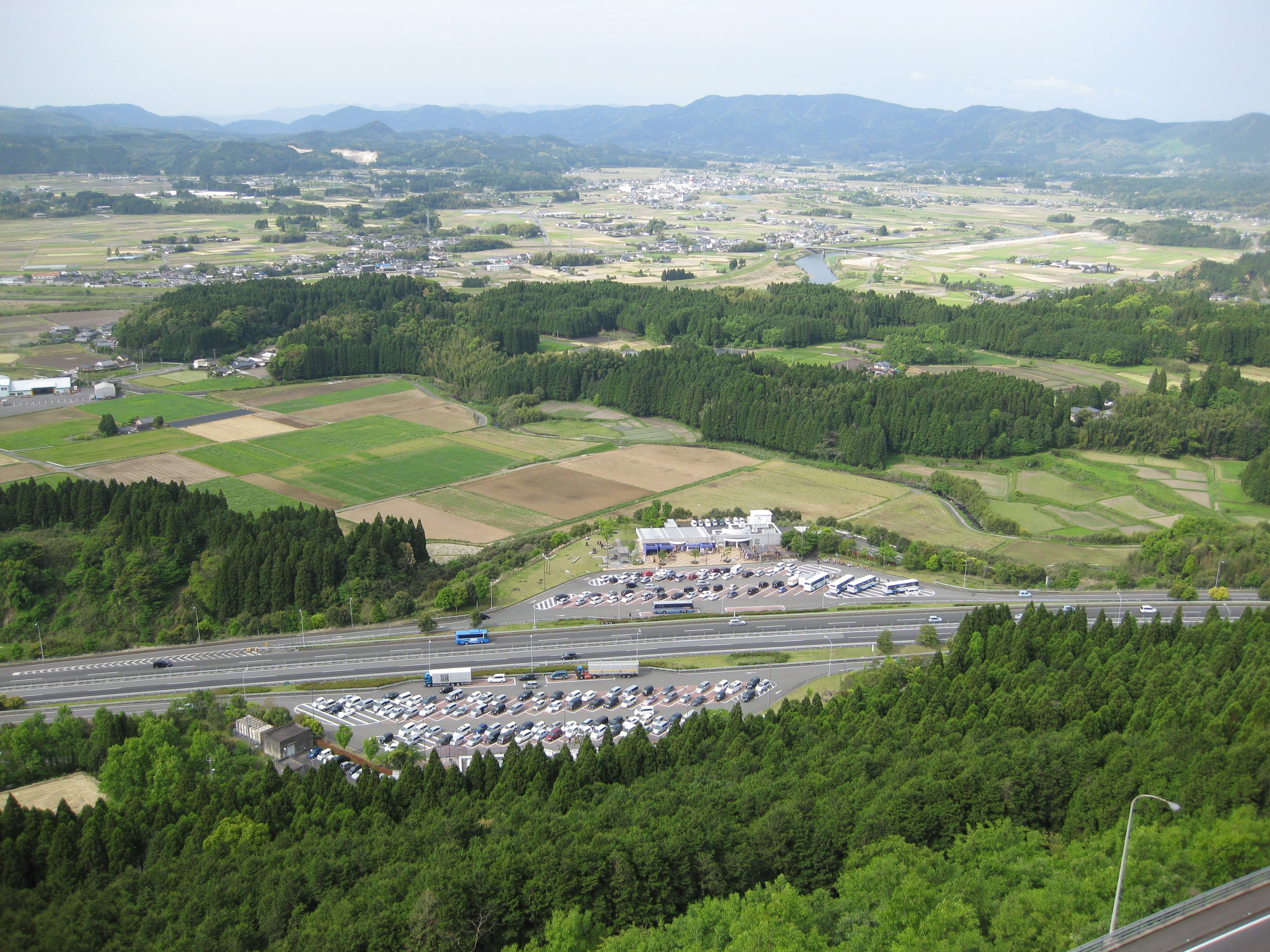
ループ橋から見たえびのPAと加久藤盆地

えびのパーキングエリアは、宮崎県えびの市東川北にある九州自動車道上にあるパーキングエリアである。同PAから眼下に加久藤盆地を見渡すことができ、上方に国道221号のループ橋を眺めることもできる。また、門司方面に限り先の加久藤トンネルの構造を紹介した展示コーナーが設けられている。九州道下り線のPAで最後の売店があるエリアである。この先の溝辺PA下り線の売店は閉鎖された。

## 道路
- E3 九州自動車道

## 施設

### 上り線（熊本・福岡方面）
- 駐車場
  - 大型20台
  - 小型31台
  - 二輪4台
- トイレ
  - 男性 大3（和式1・洋式2）・小5
  - 女性 13（和式1・洋式12）
  - 車椅子用 1
- スナック（8:00 - 20:00、西日本高速道路リテール）
- ショッピング（8:00 - 20:00、西日本高速道路リテール）
- 自動販売機
- 携帯電話充電器（8:00 - 20:00）
- EV急速充電スタンド

### 下り線（宮崎・鹿児島方面）
- 駐車場
  - 大型20台
  - 小型31台
  - 二輪4台
- トイレ
  - 男性 大3（和式1・洋式2）・小5
  - 女性 13（和式1・洋式12）
  - 車椅子用 1
- スナック（8:00 - 20:00、西日本高速道路リテール）
- ショッピング（8:00 - 20:00、西日本高速道路リテール）
- 自動販売機
- 携帯電話充電器（8:00 - 20:00）
- EV急速充電スタンド

## 隣
E3 九州自動車道
(19)人吉IC/TB（廃止） - (19-1)人吉球磨SIC - 人吉仮出入口（廃止） - えびのPA - (20)えびのIC